# Ékszercsuszka
Az ékszercsuszka (Sitta formosa) a verébalakúak (Passeriformes) rendjébe, ezen belül a csuszkafélék (Sittidae) családjába tartozó faj.
A magyar név forrással nincs megerősítve.

## Előfordulása
Bhután, Kína, India, Laosz, Mianmar és Vietnám területén honos. A természetes élőhelye szubtrópusi és trópusi hegyi esőerdők.

## Megjelenése
Testhossza 16,5 centiméter. Fekete koronáját, tarkóját, köpenyét kék és fehér csíkok díszítik.